# Les Chants de Mandrin
Pour les articles homonymes, voir Mandrin.
Pour plus de détails, voir Fiche technique et Distribution.
Les Chants de Mandrin est un film français réalisé par Rabah Ameur-Zaïmeche, sorti en 2012.

## Synopsis

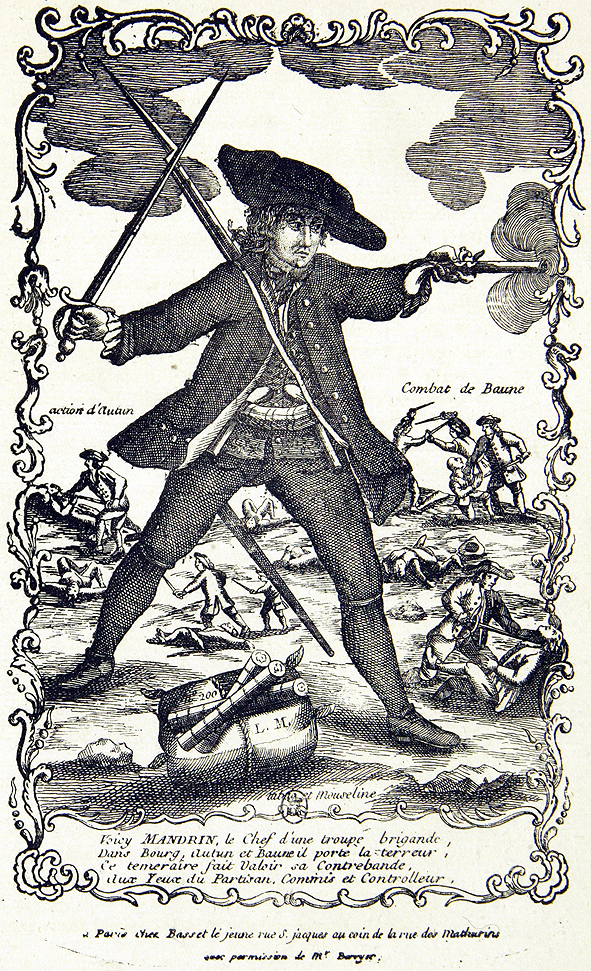
Louis Mandrin.

France, 1755. Les compagnons du célèbre contrebandier Louis Mandrin poursuivent son aventure, et contribuent à colporter ce qui deviendra la légende de Mandrin.

## Fiche technique
- Titre : Les Chants de Mandrin
- Réalisation : Rabah Ameur-Zaïmeche
- Scénario : Rabah Ameur-Zaïmeche
- Photographie : Irina Lubtchansky
- Montage : Nicolas Bancilhon
- Pays de production :  France
- Format : couleur
- Genre : aventures
- Durée : 97 min
- Date de sortie : France : 25 janvier 2012

## Distribution
- Jacques Nolot : le marquis
- Christian Milia-Darmezin : le colporteur Jean Sératin
- Kenji Levan : Court-Toujours
- Rabah Ameur-Zaïmeche : Bélissard
- Salim Ameur-Zaïmeche : Malice
- Sylvain Roume : Ma Noblesse
- Nicolas Bancilhon : Blondin
- Abel Jafri : La Buse
- Nicolas Larmignat : Tambour
- Sylvain Rifflet : La Flûte
- Sylvia Albaret : Mandrinette
- Xavier Pons : le sergent
- Jean-Luc Nancy : l'imprimeur Jean-Luc Cynan
- Yann-Yvon Pennec : le brigadier-chef
- Hippolyte Girardot

## Distinctions
- Le réalisateur a été récompensé du prix Jean-Vigo 2011 à la suite de la présentation de ce film, projeté en avant-première.